# 2020-2029
De jaren 2020-2029 (van de christelijke jaartelling) zijn een decennium in de 21e eeuw.

## Meerjarige gebeurtenissen en ontwikkelingen
Klimaatverandering
- Natuurbranden in Australië 2019-2020
- Overstromingen in Europa in juli 2021

Medisch
- Coronapandemie
- De Aziatische tijgermug rukt op naar Europa. In Zuid-Europa is hij al wijd verspreid, en in de zomer van 2022 wordt hij ook in de Belgische provincie Oost-Vlaanderen aangetroffen. De mug kan tropische ziektes overbrengen zoals Dengue, Westnijlvirus, Zika en Chikungunya.
- Schurft komt weer veelvoudig voor in Nederlandse studentenhuizen.

Amerika
- Amerikaanse presidentsverkiezingen 2020
- Opkomst van Black Lives Matter na geweldsdelicten van de Amerikaanse politie tegen Afro-Amerikanen.
- In El Salvador kondigt president Bukele in maart 2022 de noodtoestand af om een einde te maken aan het geweld van straatbendes als Mara Salvatrucha (MS-13), die tientallen willekeurige moorden hebben gepleegd. Hij arresteert zo'n 73.000 verdachten en laat het Centro de Confinamiento del Terrorismo bouwen, een gevangenis voor 40.000 mensen. Daarna komt het land tot rust. President Donald Trump laat illegale immigranten uit de V.S. overbrengen naar de gevangenis.

Europa
- Brexit op 31 januari 2020
- Oorlog in Nagorno-Karabach (2020)
- Grenscrisis Wit-Rusland - Europese Unie vanaf 2021
- Russische invasie van Oekraïne sinds 2022
- De Russische oppositiepoliticus Aleksej Navalny raakt in 2020 in coma door een vergiftigingspoging. Na Duits aandringen wordt hij overgevlogen naar Berlijn. Na zijn herstel gaat hij op eigen wens terug naar Rusland. Daar raakt hij verzeild in een reeks van aanklachten en processen, maar weet vanuit zijn cel in een strafkolonie regelmatig boodschappen de wereld in te sturen. Op 16 februari 2024 deelde de directie van de strafkolonie mee dat Navalny was overleden. Volgens het Russische persagentschap RIA Novosti verloor Navalny die dag na een wandeling in de gevangenis het bewustzijn, waarna pogingen om hem te reanimeren mislukten.[1] Westerse politici en Navalny's medestanders verdachten al snel de Russen ervan hem om het leven te hebben gebracht.[2] Volgens een onderzoeksjournaliste zou Navalny vermoord zijn in opdracht van Poetin omdat hij anders mogelijk vrij zou komen met een gevangenenruil.[3]

Midden-Oosten
- Explosie in de haven van Beiroet
- Overname van Kabul door de Taliban in Afghanistan op 15 augustus 2021
- De Hamas-aanval in Israël 2023 is de aanleiding voor de Oorlog in Gaza vanaf 2023.
- Kroonprins Mohammad bin Salman transformeert het conservatief-islamitische Saudi-Arabië met harde hand tot een consumptiemaatschappij met veel vertier en participatie van vrouwen aan het maatschappelijk leven.

Afrika
- De enige vrucht van de Arabische Lente gaat verloren als de Tunesische president Kais Saied in 2021 de Regering wegstuurt, het parlement ontbindt en een nieuwe dictatuur vestigt.
- In de West-Afrikaanse landen Mali, Niger en Burkina Faso komt een einde aan de wankele democratie. Militaire regimes sturen de Franse troepen weg en halen de Russen binnen.

Economie
- Terugkeer van de inflatie, vooral veroorzaakt door sterk stijgende energieprijzen ten gevolge van de Russische invasie van Oekraïne sinds 2022.
- De opwekking van duurzame energie wint terrein ten koste van fossiele brandstoffen. Het ontbreekt nog wel aan voldoende opslagcapaciteit en ook kan het elektriciteitsnet de groei van het verbruik niet aan.

Natuur en milieu
- Stikstofcrisis in Nederland. Als het stikstofgehalte in de bodem stijgt, verdringen de snel groeiende planten de langzaam groeiende planten. Diersoorten die van de langzaam groeiende planten leven, zoals bepaalde insecten of rupsen, nemen daardoor in aantal af. Dit kan weer gevolgen hebben voor de vogels en andere insecteneters. Te grote uitstoot van stikstof heeft dus negatieve gevolgen voor de biodiversiteit.
- De daling van het aantal insecten leidt tot de afname van het aandeel insectbestoven planten ten opzichte van de windbestoven planten. Deze ontwikkeling is gevaarlijk voor landbouw en voedselvoorziening.[4]
- Europa heeft te maken met de zwaarste uitbraak van vogelgriep ooit. De ziekte lijkt endemisch geworden op het continent.
- De Aziatische hoornaar, een invasieve exoot die in 2004 opdook in Frankrijk, lijkt zich te hebben gevestigd in dat land, België en Nederland. Het insect is zeer schadelijk voor de bijenstand en daarmee voor de land- en tuinbouw.
- Op initiatief van het Wereld Natuurfonds en andere organisaties voeren Europese landen het Dam Removal Project uit. Meer dan 1100 overbodige rivierdammen worden afgebroken, zodat ruim 4300 km. rivieren weer met elkaar verbonden worden. Dit moet de terugkeer in de Europese wateren bevorderen van trekvissen als steur, zalm en paling.

Scheepvaart en handel
- Door de westerse sancties wegens de inval in Oekraïne, gaat Rusland zijn handel meer richten op China en India. De aanleg van de Internationale Noord-Zuid Transportcorridor wordt versneld.

Ruimtevaart
- Het Amerikaanse bedrijf Starlink van Elon Musk is sinds januari 2020 met 3500 satellieten het grootste satellietnetwerk ter wereld. Het netwerk richt zich op het aanbod van breedband-internet op het platteland, waar 5G-techniek onaantrekkelijk is vanwege de afstanden.

Trends
- De e-sigaret wordt populair bij jongeren in het uitgaansleven.
- Wingfoilen is een variant op windsurfen, waarbij plank en zeil opblaasbaar zijn.

Innovatie
- Door de Coronacrisis raakt het telewerken ingeburgerd en leert men online vergaderen en onderwijs volgen met programma's als Zoom, Teams en Meet.
- Mobiel betalen neemt een vlucht. In 2020 is ruim 12% van alle fysieke betalingen al mobiel.
- In Nederland vervangt KPN het koperen telefoonnetwerk door glasvezel.

Verkeer
- Door de stijging van de brandstofprijzen raakt de dieselauto uit de gratie. Ook tweedehands zijn ze nog moeilijk te verkopen.
- In China is de elektrische auto van eigen bodem een groot succes, waardoor aldaar de markt voor Duitse (elektrische) auto's instort. Goedkope elektrische Chinese auto's overspoelen ook de buitenlandse markten en dreigen deze markt te overspoelen. De Europese Unie en President Trump trachten dit te voorkomen en leggen importtarieven op.
- De elektrische fatbike wordt een rage onder jeugdigen in Nederland.  In 2024 ontstaat wel een discussie over het nut en de haalbaarheid van een leeftijdsgrens, na een toename van het aantal ongelukken met deze fietsen.

Wetenschap en techniek
- De populariteit en het gebruik van kunstmatige intelligentie groeit snel. Programma's als ChatGPT kunnen een vraag of opdracht die aan het programma gegeven wordt vaak uitstekend beantwoorden of uitvoeren. Ook kan kunstmatige intelligentie iemands identiteit overnemen door bijvoorbeeld zijn stem na te bootsen. De afbeelding van iemands lichaam of hoofd kan gebruikt worden in bijvoorbeeld een deepfakevideo.

## Belangrijke personen

### Internationaal
- Bashar al-Assad: president van Syrië (2000-2024)
- Joe Biden: president van de Verenigde Staten (2021-2025)
- Donald Trump: president van de Verenigde Staten (2025-heden)
- Recep Tayyip Erdoğan: president van Turkije (2003-heden)
- Franciscus: paus (2013-2025)
- Leo XIV: paus (2025-heden)
- Boris Johnson: premier van het Verenigd Koninkrijk (2019-2022)
- Kim Jong-un: dictator van Noord-Korea (2011-heden)
- Fumio Kishida: premier van Japan (2021-heden)
- Christine Lagarde, president Europese Centrale Bank
- Ursula von der Leyen: voorzitter van de Europese Commissie (2019-heden)
- Emmanuel Macron: president van Frankrijk (2017–heden)
- Giorgia Meloni: premier van Italië (2022-heden)
- Charles Michel: voorzitter van de Europese Raad (2019-heden)
- Elon Musk, innovatief ondernemer
- Vladimir Poetin: president (2000-2008, 2012-heden) en premier (2008-2012) van Rusland
- Ebrahim Raisi: president van Iran (2021-24)
- Chan Santokhi: president van Suriname (2020-heden)
- Rishi Sunak: premier van het Verenigd Koninkrijk (2022-2024)
- Keir Starmer: premier van het Verenigd Koninkrijk (2024-heden)
- Greta Thunberg, Zweeds milieu-activist
- Xi Jinping: president van de Volksrepubliek China (2013-heden)
- Yoon Suk-yeol: president van Zuid-Korea (2022-2025)
- Volodymyr Zelensky: president van Oekraïne (2019-heden)

### In België
- Jan Jambon: Vlaams minister-president (2019-heden)

### In Nederland
- koning Willem-Alexander
- Mark Rutte minister-president van Nederland (2010-2024)
- Dick Schoof minister-president van Nederland (2024-heden)

<< · 2020 · 2021 · 2022 · 2023 · 2024 · 2025 · 2026 · 2027 · 2028 · 2029 · >>
<< · 2000-2009 · 2010-2019 · 2020-2029 · 2030-2039 · 2040-2049 · 2050-2059 · 2060-2069 · 2070-2079 · 2080-2089 · 2090-2099 · >>
1900 ·
1901 ·
1902 ·
1903 ·
1904 ·
1905 ·
1906 ·
1907 ·
1908 ·
1909 ·
1910 ·
1911 ·
1912 ·
1913 ·
1914 ·
1915 ·
1916 ·
1917 ·
1918 ·
1919 ·
1920 ·
1921 ·
1922 ·
1923 ·
1924 ·
1925 ·
1926 ·
1927 ·
1928 ·
1929 ·
1930 ·
1931 ·
1932 ·
1933 ·
1934 ·
1935 ·
1936 ·
1937 ·
1938 ·
1939 ·
1940 ·
1941 ·
1942 ·
1943 ·
1944 ·
1945 ·
1946 ·
1947 ·
1948 ·
1949 ·
1950 ·
1951 ·
1952 ·
1953 ·
1954 ·
1955 ·
1956 ·
1957 ·
1958 ·
1959 ·
1960 ·
1961 ·
1962 ·
1963 ·
1964 ·
1965 ·
1966 ·
1967 ·
1968 ·
1969 ·
1970 ·
1971 ·
1972 ·
1973 ·
1974 ·
1975 ·
1976 ·
1977 ·
1978 ·
1979 ·
1980 ·
1981 ·
1982 ·
1983 ·
1984 ·
1985 ·
1986 ·
1987 ·
1988 ·
1989 ·
1990 ·
1991 ·
1992 ·
1993 ·
1994 ·
1995 ·
1996 ·
1997 ·
1998 ·
1999 ·
2000 ·
2001 ·
2002 ·
2003 ·
2004 ·
2005 ·
2006 ·
2007 ·
2008 ·
2009 ·
2010 ·
2011 ·
2012 ·
2013 ·
2014 ·
2015 ·
2016 ·
2017 ·
2018 ·
2019 ·
2020 ·
2021 ·
2022 ·
2023 ·
2024 ·
2025